# TMC 2
TMC 2 était une chaîne de télévision privée italienne créée en 1996 et remplacée par MTV Italia en 2001. 

## Historique
TMC 2 est née le 1er juin 1996, à la suite du rachat de la chaîne Videomusic par le groupe Cecchi Gori, qui la rebaptise TMC 2. 
La chaîne TMC 2 avait une thématique à dominante musicale, dans la continuité de la chaîne Videomusic.
La chaine est revendue en 2001 au groupe « Telecom Italia Media », et elle est remplacée par MTV Italia le 1er mai 2001.